# American Quarter Horse

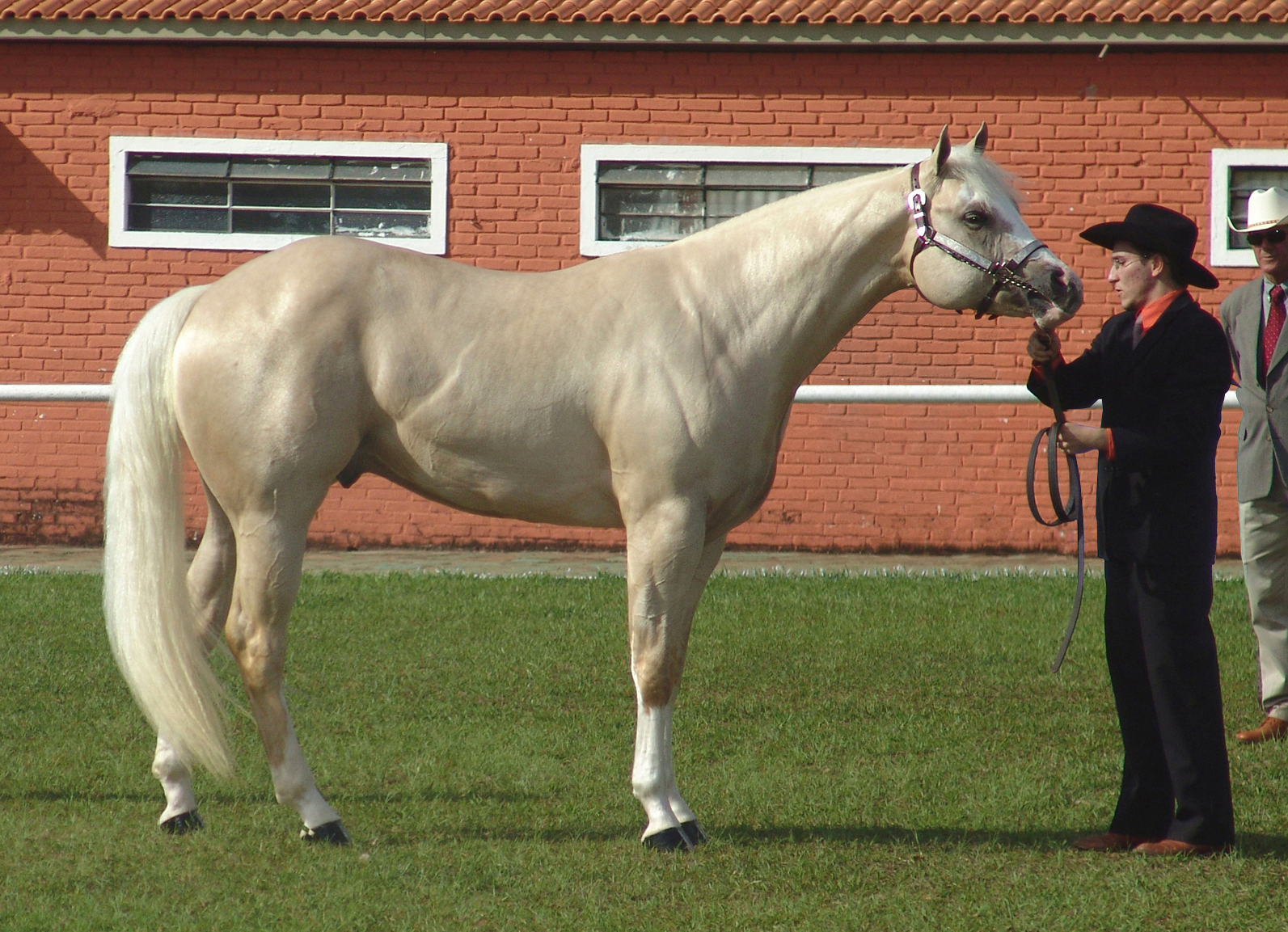
Un Quarter Horse de culoare palomino

American Quarter Horse, sau Quarter Horse, este o rasă americană de cai care excelează la sprinturi pe distanțe scurte. Numele său este derivat din capacitatea sa de a depăși alte rase de cai în cursele de un sfert de milă sau mai puțin; unii au fost cronometrați cu viteze de până la 70,8 km/h). Originile acestei rase pot fi urmărite până în anii 1600.
American Quarter Horse este cea mai populară rasă din Statele Unite astăzi, iar American Quarter Horse Association este cel mai mare registru genealogic din lume, cu aproape 3 milioane de cai americani în viață înregistrați în 2014. American Quarter Horse este bine cunoscut atât în calitate de cal de curse, cât și pentru performanța sa în rodeo-uri, show-uri ecvestre și în calitate de cal de lucru la ranch-uri.
Corpul compact al American Quarter Horse este foarte potrivit pentru manevrele complexe și rapide necesare în reining, cutting, lucrul cu vitele la ranch-uri, barrel racing, calf roping și alte competiții de Western Riding, în special cele care implică vite vii. American Quarter Horse este utilizat și în disciplinele English Riding, la atelaje, la săriturile peste obstacole, la dresaj, la hunting și la multe alte activități ecvestre.

## Istoria rasei

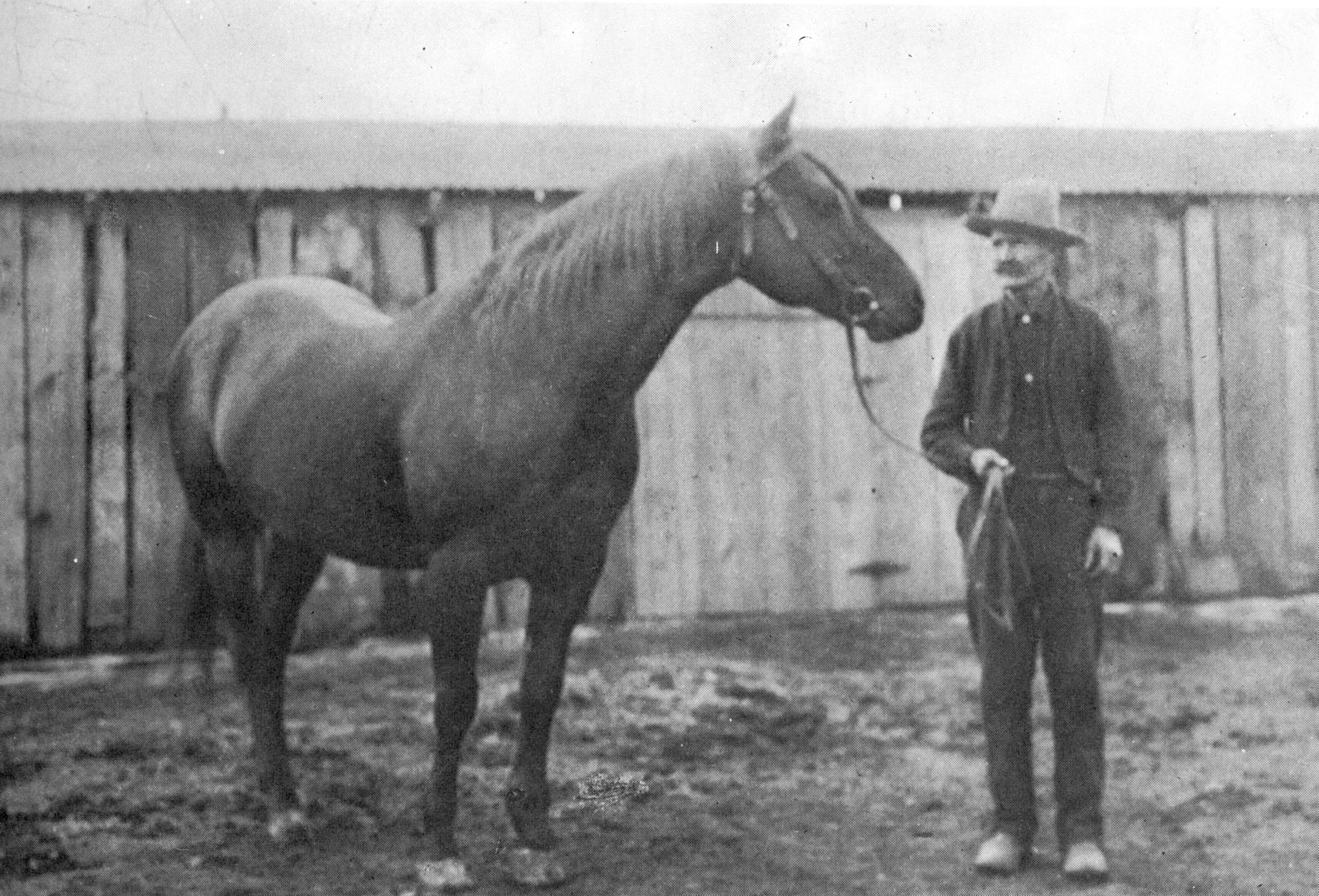
O fotografie a armăsarului Peter McCue, făcută în Oklahoma în jurul anului 1905

În anii 1600, pe litoralul estic a ceea ce astăzi sunt Statele Unite, caii pursânge englezi importați au început să fie împerecheați cu cai locali de tot felul.
Unul dintre cele mai faimoase dintre aceste importuri timpurii a fost Janus, un pursânge care a fost nepotul lui Godolphin Arabian. A fost fătat în 1746 și importat în Virginia colonială în 1756. Caii pursânge, precum Janus, au contribuit cu gene cruciale pentru dezvoltarea „Quarter Horse” din perioada colonială. Calul rezultat a fost mic, rezistent, rapid și a fost folosit ca cal de lucru în timpul săptămânii și ca cal de curse în weekend.
Pe măsură ce cursele de galop deveneau tot mai populare printre coloniști, Quarter Horse a câștigat și mai multă popularitate ca sprinter în cursele care, de nevoie, erau mai scurte decât cursele clasice din Anglia. Aceste curse nu erau adesea decât o porțiune dreaptă de drum sau o bucată de teren deschis. Concureazând împotriva unui pursânge, sprinterii locali adesea câștigau.

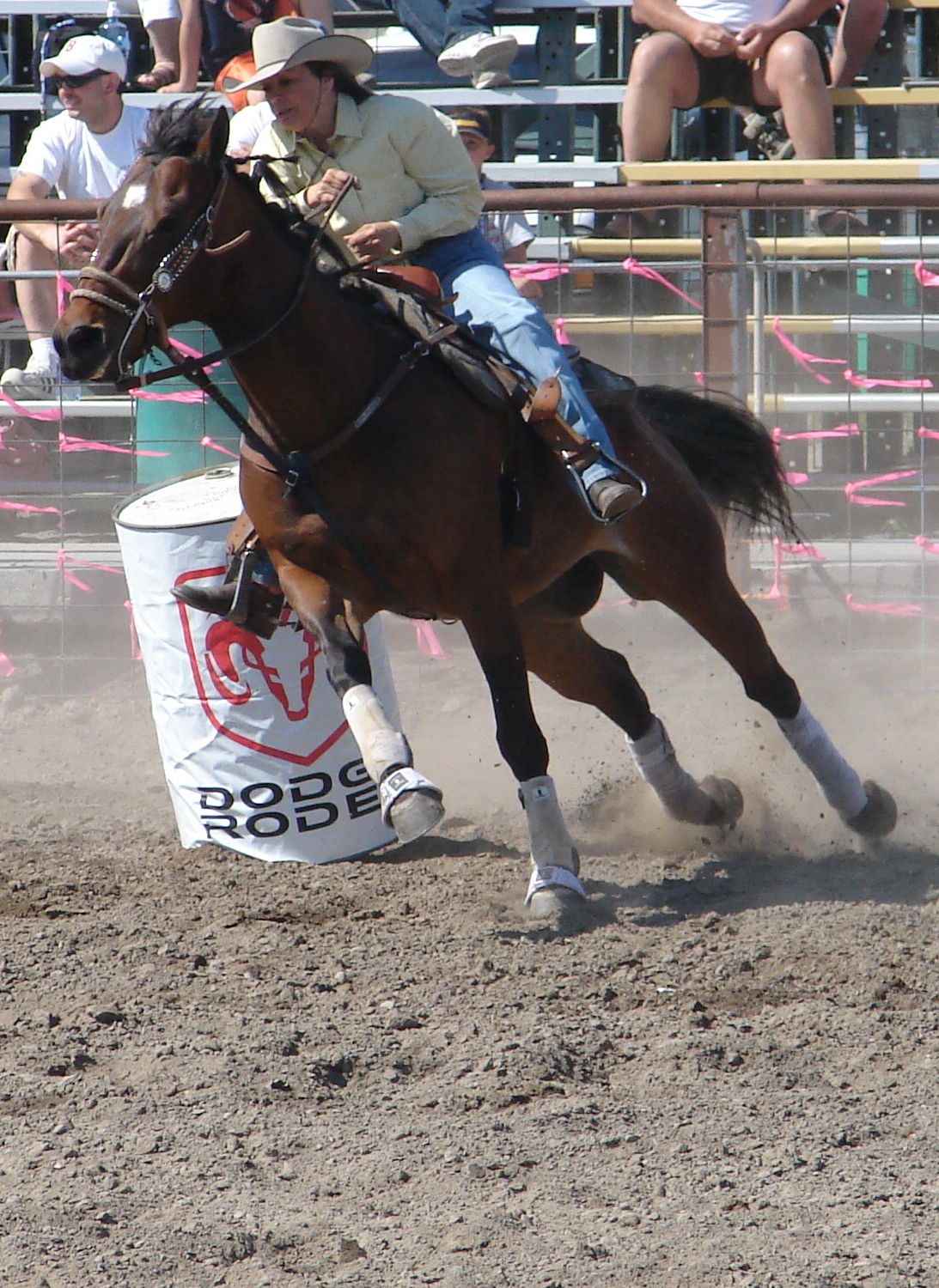
Quarter Horse este foarte potrivit pentru Western Riding.

În secolul al XIX-lea pionierii care se îndreptau spre Vest aveau nevoie de un cal rezistent și muncitor. Caii din Vest includeau herghelii de cai sălbătăciți cunoscuți cu numele de mustangi, precum și cai redomesticiți de nativii americani, inclusiv de triburile comanșilor, șoșonilor și Nez Perce. Pe măsură ce Quarter Horse colonial era încrucișat cu acești cai ai Vestului, pionierii au descoperit că noul hibrid avea „simțul vacii” înnăscut, un instinct natural de lucru cu vitele, devenind popular printre văcarii de la ranch-uri.
În 1940 American Quarter Horse Association (AQHA) a fost întemeiată de un grup de călăreți și fermieri din sud-vestul Statelor Unite dedicați păstrării cailor de la ranch-urile lor ca o rasă distinctă.

## American Quarter Horse astăzi

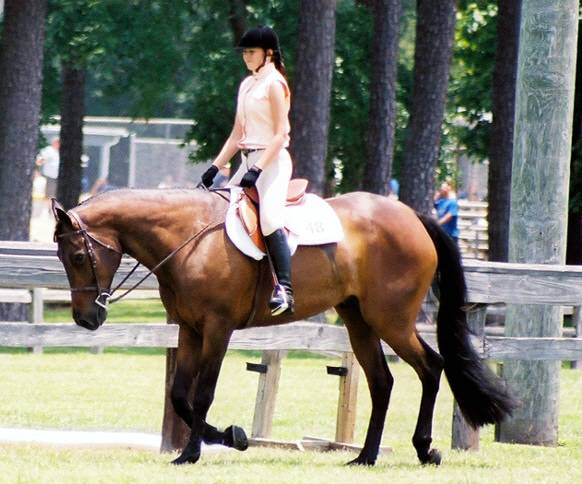
Un Quarter Horse pregătindu-se de o competiție hunt seat

American Quarter Horse este  cunoscut astăzi ca un cal de show, cal de curse, cal pentru reining, cutting și rodeo, cal de ranch și cal de familie. Quarter Horse sunt utilizați adesea la rodeo, de exemplu la barrel racing, calf roping și team roping; și la gymkhana sau O-Mok-See. Alte competiții ecvestre, cum ar fi cutting și reining, sunt deschise tuturor raselor, dar sunt dominate de American Quarter Horse.
Multe piste de curse oferă Quarter Horse posibilitatea de a participa la o gamă largă de curse de cai cu câștiguri de milioane. Quarter Horse sunt antrenați și pentru dresaj și sărituri  peste obstacole. Ei sunt utilizați și pentru călărie de agrement și în unitățile de poliție călare.
American Quarter Horse este, de asemenea, exportat în întreaga lume. Națiuni europene, precum Germania și Italia, au importat un număr mare de Quarter Horse. Alături de American Quarter Horse Association (care cuprinde și Quarter Horses din Canada), al doilea registru genealogic al Quarter Horse-ului ca număr de cai este cel din Brazilia, urmat de cel din Australia. Rasa devine foarte populară și în Regatul Unit, în special în cadrul celor două asociații de Western Riding, Western Horse Association și Western Equestrian Society. Odată cu internaționalizarea disciplinei reining și acceptarea acesteia ca una dintre cele șapte competiții oficiale ale Jocurilor Ecvestre Mondiale, crește interesul internațional pentru Quarter Horse. În prezent American Quarter Horse este cea mai populară rasă din Statele Unite, iar American Quarter Horse Association este cel mai mare registru genealogic din lume, cu aproape 3 milioane de Quarter Horse înregistrați în întreaga lume în 2014.

## Caracteristicile rasei

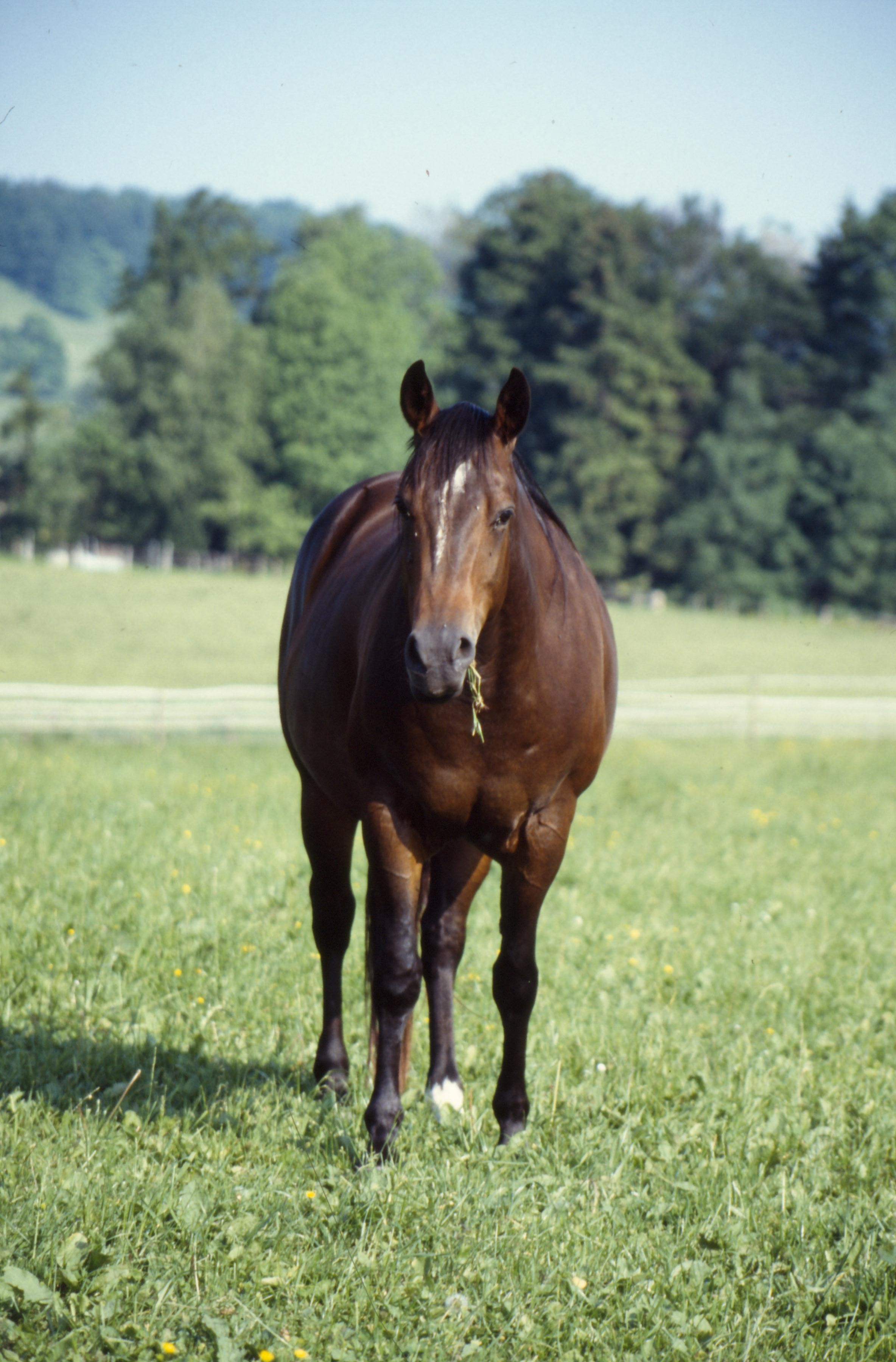
Un Quarter Horse de tip halter

Quarter Horse are un cap mic, scurt, rafinat, cu un profil drept, și un corp puternic, musculos, cu un piept lat și un posterior puternic, rotunjit. De obicei au între 14 și 16 de palme, deși unii cai de tip halter sau hunter pot atinge până la 17 palme (173 cm) .
Există două tipuri corporale de bază: tipul stock și tipul hunter sau de curse. Tipul de cal stock este mai scurt, mai compact, îndesat și musculos, dar agil. Caii de tip hunter sau de curse sunt oarecum mai înalți și cu mușchi mai puțin arătoși decât tipul stock, asemănându-se mai mult cu pursângele.
Quarter Horse vine în aproape toate culorile. Cea mai obișnuită robă este sorrel, un roșu maroniu, care face parte din grupul de culori numit roib de majoritatea celorlalte registre genealogice. În trecut robele cu pete erau excluse, dar acum odată cu apariția testelor ADN pentru a verifica filiația, registrul acceptă toate culorile, atâta timp cât ambii părinți sunt înregistrați.